# Kruckenalm
Kruckenalm je naselje v Občini Albeck v Okraju Trg na Koroškem v Avstriji.